# Michelstadt

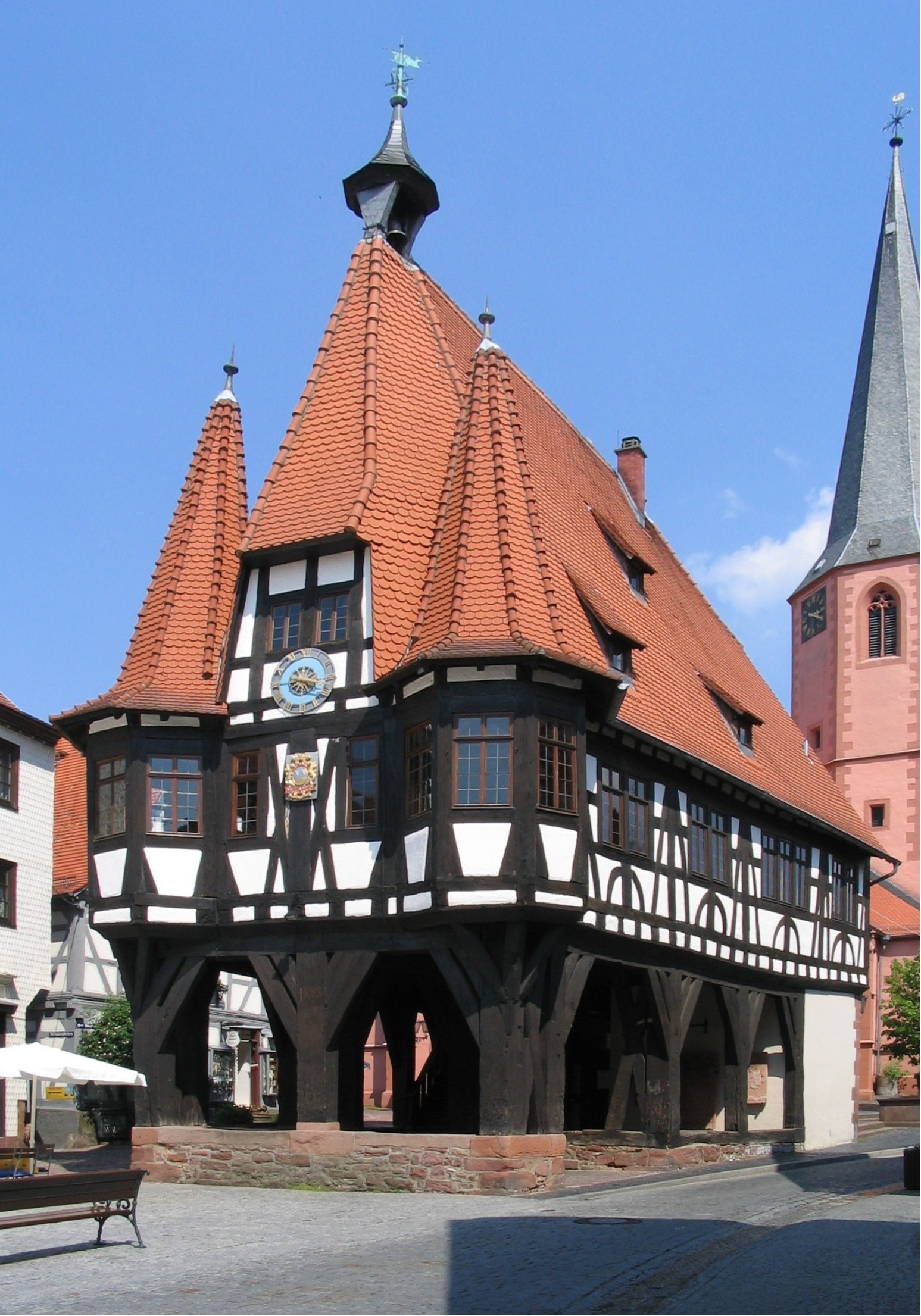
Ayuntamiento de Michelstad, Alemania.

Michelstadt (pronunciación en alemán: /ˈmɪçl̩ˌʃtat/ⓘ) es una ciudad en el sur de Hesse, Alemania. Está situada en el Odenwald entre Darmstadt y Heilbronn. También está cerca de Heidelberg. Es un centro importante de la artesanía del marfil, en el que se viene trabajando desde hace varios siglos. Su ayuntamiento es un edificio de 500 años de antigüedad y constituye uno de los edificios civiles más fotografiados del estado de Hesse.